# Agostino Olivieri
Agostino Olivieri (Genova, 22 gennaio 1758 – Napoli, 10 maggio 1834) è stato un teologo e vescovo cattolico italiano.

## Biografia
Nato a Genova, lasciò la città e la famiglia per recarsi presso la Congregazione della Madre di Dio, che aveva un'unica sede a Napoli, per il noviziato. Divenuto sacerdote, si ritrovò senza alloggio in Sicilia, e nel 1798 trovò ospitalità presso un convento di benedettini. Chiese al re Ferdinando IV il permesso di potersi trasferire in Germania, per non restare a carico del convento, ma la regina Maria Carolina, conoscendo le sue qualità, lo scelse come istitutore delle proprie figlie, affidandogli la loro educazione e formazione.
L'incarico gli venne riconfermato nel tempo, anche durante la carica di vescovo, come da Francesco I per la formazione dei propri figli: nel 1826, Olivieri pubblicò un trattato di filosofia morale destinato ai principi reali, suoi allievi, come manuale di studio, ma anche alla formazione universitaria.

## Pubblicazioni
- Mons. Antonio Olivieri (a cura di), Filosofia morale, ossia i Doveri dell'Uomo, 2 voll., Napoli, Stamperia Reale, 1826.